# Palazzo Ricci (Roma)
Palazzo Ricci è un palazzo rinascimentale di Roma, nel  rione Regola, in piazza de' Ricci, con una altra facciata su via Giulia. 
La caratteristica facciata è decorata da affreschi realizzati nel 1525 da Polidoro da Caravaggio, un allievo di Raffaello, e da Maturino da Firenze. 
Queste decorazioni sono uno dei pochi lavori di Polidoro rimasti a Roma. Tra le opere superstiti ancora visitabili di lui vi sono un palazzo in Via della Maschera d'Oro, il Palazzo Milesi e gli affreschi in San Silvestro al Quirinale. 

## Storia
L'edificio fu costruito  per i Calcagni, una famiglia di nobili toscani che erano presenti a Roma dalla fine del XV secolo. È attributo senza fondamento a Nanni di Baccio Bigio.
Passò ai Del Bene, responsabili della splendida decorazione della facciata che diede fama al palazzo. A Roma nel rinascimento era costume decorare la facciata delle residenze e gli affreschi di un artista come Polidoro confermerebbero certamente l'importanza del proprietario. 
Nel 1533 i Del Bene vendettero il palazzo a monsignor Fabio Arcella, arcivescovo di Capua e Bisignano, che lo ampliò.
Nel 1542 la proprietà passò a Luigi Gaddi e da lui a Costanza Farnese, che vi abitò e la ampliò ulteriormente. Alla sua morte, avvenuta nel 1545, la proprietà passò al figlio, il cardinale Guido Ascanio Sforza, finché nel 1577 l'edificio fu acquistato da  Giulio Ricci, che vi si era trasferito da Palazzo Sacchetti, che si trovava sulla stessa via.
Era il nipote del cardinale Giovanni Ricci. Il figlio, Orazio Ricci, possedeva già una piccola casa nei pressi di Piazza di Pasquino, nel rione Parione, decorata con il suo nome e il suo simbolo araldico (un porcospino, che in italiano è "riccio").

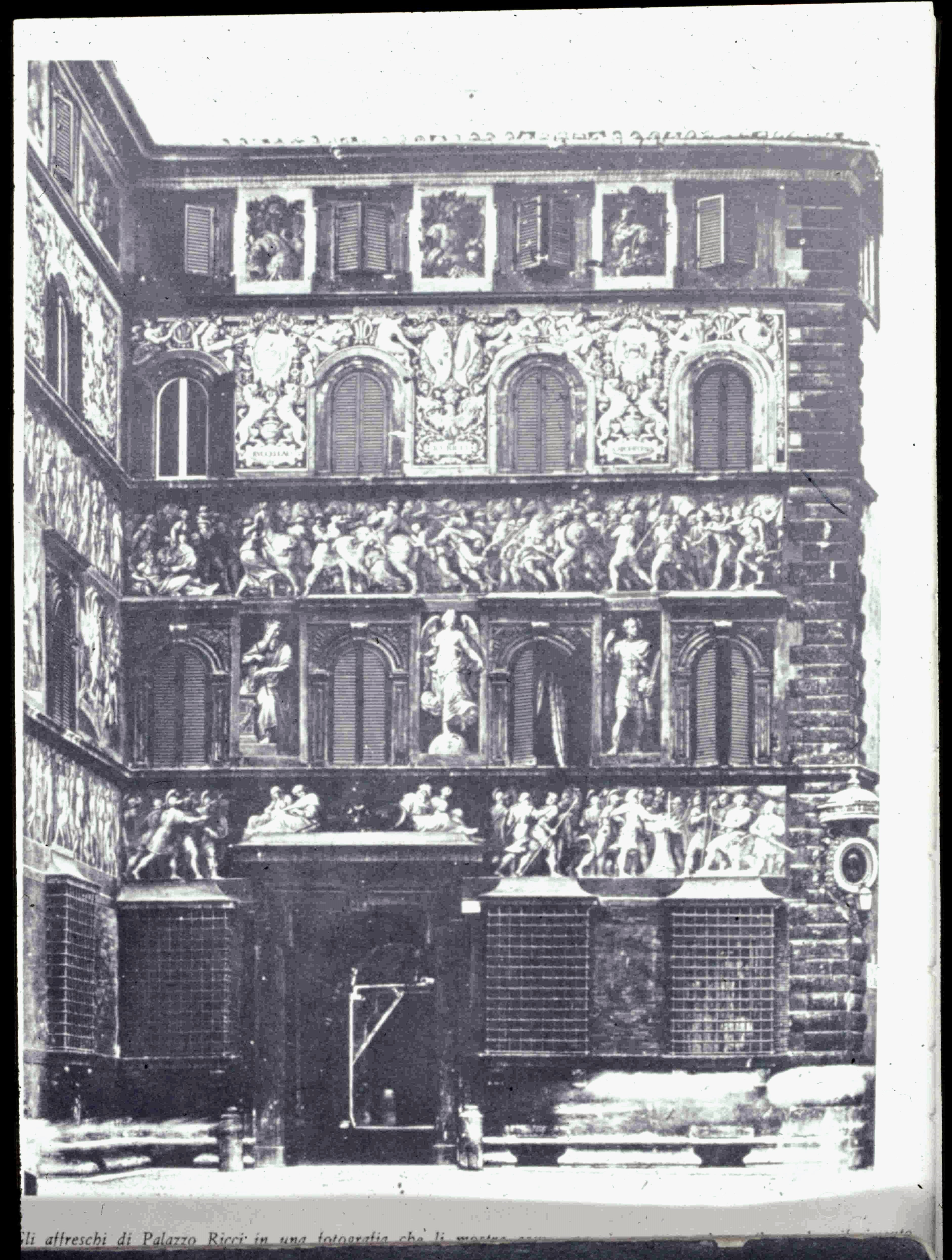
Gli affreschi prima del 1976.

L'impegno della sua famiglia nella ristrutturazione dell'edificio fu notevole, ma la maggior parte della loro attenzione era concentrata sulla decorazione dell'esterno.
Sulla base delle incisioni del XVII secolo, si può concludere che Luigi Fontana decorò in quel periodo il secondo e il terzo piano.
Un ulteriore restauro del palazzo avvenne nel XX secolo ad opera del marchese Giuseppe Ricci Paracciani Bergamini, che ordinò il restauro soprattutto delle pitture più antiche del piano terra, che rappresentano la "Storia di Muzio Scevola".
All'angolo del palazzo con via di Sant'Aurea si trova un baldacchino in stucco che protegge una cornice ovale, anch'essa in stucco, al cui interno è posta un'immagine seicentesca della "Madonna dell'Orazione" dipinta a olio, così chiamata perché le sue mani sono in posizione di preghiera. Intorno alla cornice pendono ghirlande di fiori e nastri, sopra c'è una ricca ghirlanda di rose e sotto, una piccola testa alata
. 
Vi ha abitato Mario Praz, che ha descritto, nel suo La casa della vita, la sua abitazione che affacciava su via Giulia